# SN 2010ar
SN 2010ar – supernowa typu Ia odkryta 15 lutego 2010 roku w galaktyce A100326+0101. W momencie odkrycia miała maksymalną jasność 19,20m.